# 褐带玉螺
褐带玉螺（学名：Polinices mammatus），是异足目玉螺科无脐玉螺属的一种。主要分布于马来西亚、印度尼西亚、中国大陆、台湾，常栖息在浅海沙底、潮下带。